# Jill Esmond
Jill Esmond (n. 26 ianuarie 1908, Londra, Regatul Unit al Marii Britanii și Irlandei – d. 28 iulie 1990, Greater London, Anglia, Regatul Unit) a fost o actriță de origine engleză.

## Filmografie (selecție)
- Once a Lady (1931)
- The Skin Game (1931)
- No Funny Business (1933)
- Eagle Squadron (1942)
- My Pal, Wolf (1944)